# Natasha Hastings
Natasha Monique Hastings (Nova York, 23 de julho de 1986) é uma velocista e campeã olímpica e mundial norte-americana, especializada nos 400 metros rasos.
Participou de Pequim 2008 como reserva do revezamento 4x400 m americano e na Rio 2016 correu na final do revezamento que ganhou a medalha de ouro junto com Allyson Felix, Phyllis Francis e Courtney Okolo; ficou ainda em quarto lugar nos 400 m individuais.
Sempre integrando o revezamento 4x400 m, Hastings também tem três medalhas de ouro em Campeonatos Mundiais de Atletismo, Osaka 2007, Berlim 2009 e Daegu 2011 e em Campeonatos Mundiais de Atletismo Indoor, em Doha 2010, Sopot 2014 e Portland 2016. Em 2004, em Grosseto, Itália, foi campeã mundial júnior dos 400 m e do 4x400 m, que quebrou o recorde mundial júnior da prova.